# Posłowie do Parlamentu Europejskiego VI kadencji

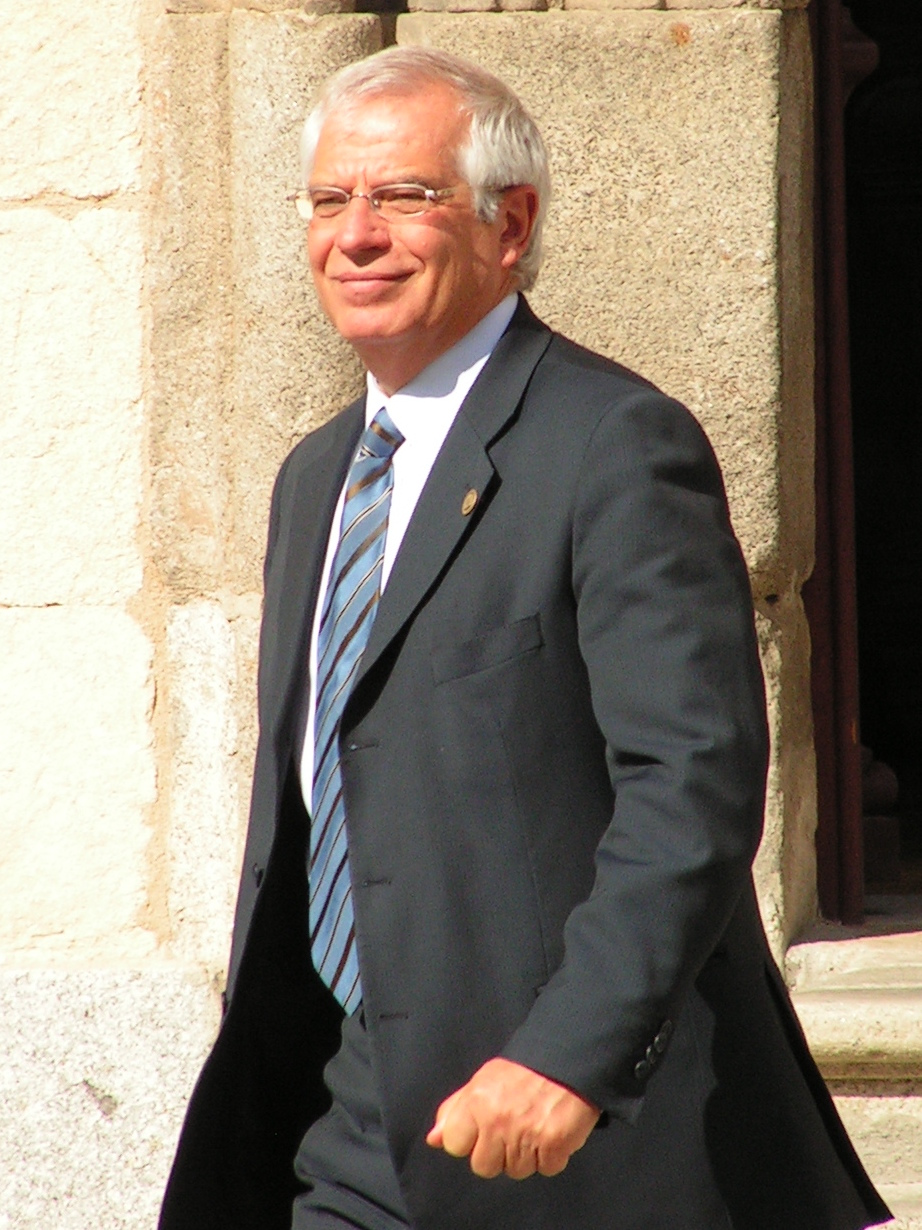
Josep Borrell – przewodniczący PE VI kadencji od lipca 2004 do stycznia 2007

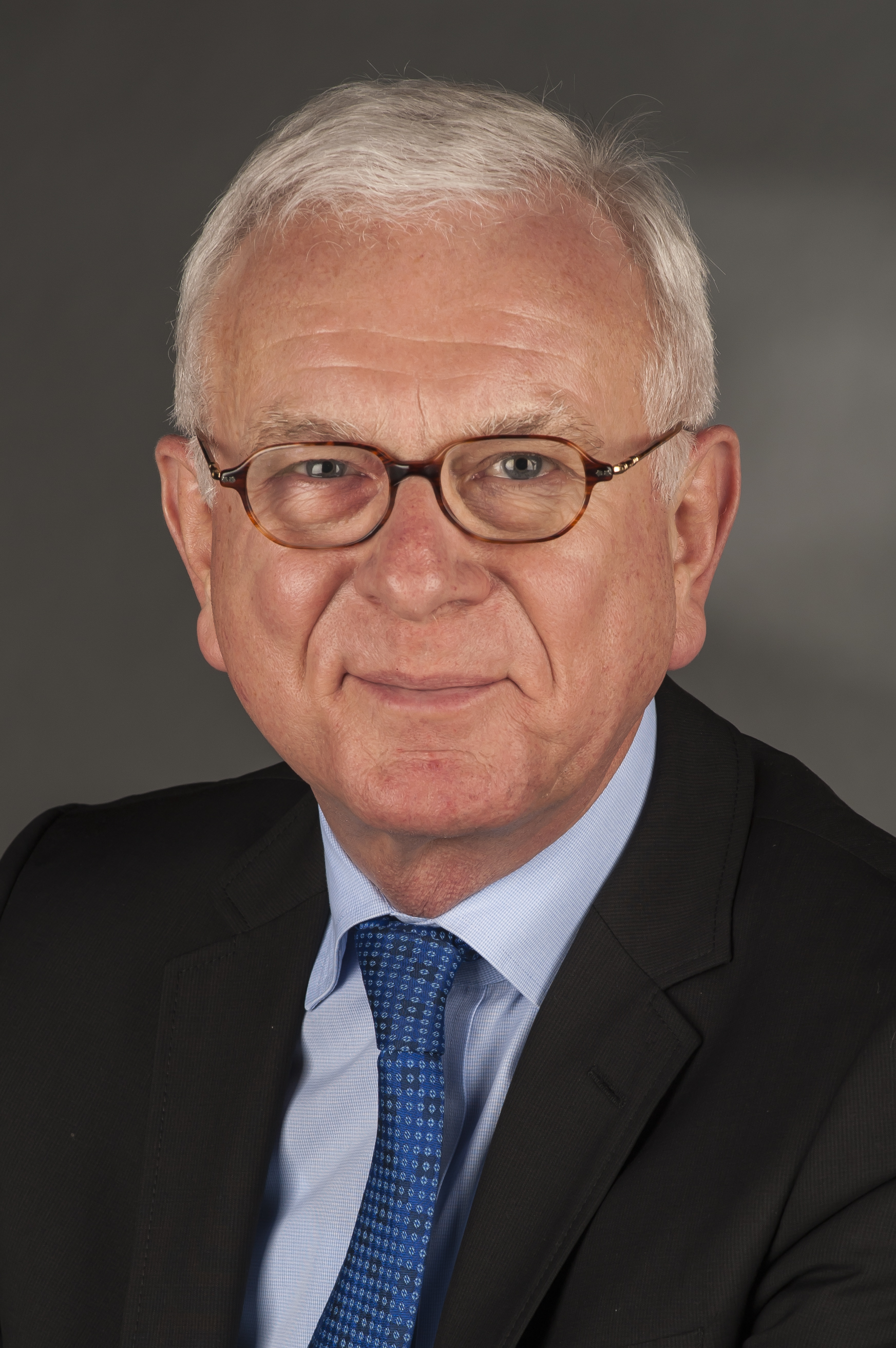
Hans-Gert Pöttering – przewodniczący PE VI kadencji od stycznia 2007 do lipca 2009

Posłowie VI kadencji do Parlamentu Europejskiego zostali wybrani w wyborach przeprowadzonych w 25 państwach członkowskich Unii Europejskiej pomiędzy 10 a 13 czerwca 2004. Kadencja rozpoczęła się 20 lipca 2004 i zakończyła się 13 lipca 2009.
Pomiędzy państwa członkowskie podzielono 732 mandaty. Po raz pierwszy wybory powszechne do Parlamentu Europejskiego przeprowadzono w dziesięciu krajach, które przystąpiły do Unii Europejskiej 1 maja 2004.
1 stycznia 2007, w związku z kolejnym rozszerzeniem UE, status europosłów uzyskali przedstawiciele krajowych delegacji Bułgarii (18) i Rumunii (35). Jeszcze w tym samym roku zostali oni zastąpieni przez deputowanych wybranych w wyborach powszechnych z 20 maja 2007 (w Bułgarii) i z 25 listopada 2007 (w Rumunii), którzy ślubowanie złożyli odpowiednio 6 czerwca 2007 i 10 grudnia 2007. Pod koniec kadencji w Europarlamencie zasiadało 781 deputowanych; cztery mandaty poselskie (dwa przypadające hiszpańskim socjalistom, jeden przypadający brytyjskim laburzystom i jeden przypadający greckim eurosceptykom) pozostały nieobsadzone.
Na mocy porozumienia pomiędzy grupami chadeków i socjalistów przewodniczącym PE VI kadencji był przez pierwsze 2,5 roku Josep Borrell (do 15 stycznia 2007) i następnie Hans-Gert Pöttering (od 16 stycznia 2007).
W Parlamencie Europejskim VI kadencji powołano osiem frakcji politycznych:
- Grupa Europejskiej Partii Ludowej (Chrześcijańscy Demokraci) i Europejskich Demokratów (EPP-ED),
- Grupa Socjalistyczna w Parlamencie Europejskim (PES),
- Grupa Porozumienia Liberałów i Demokratów na rzecz Europy (ALDE),
- Grupa Unii na rzecz Europy Narodów (UEN),
- Grupa Zielonych / Wolne Przymierze Europejskie (G-EFA),
- Konfederacyjna Grupa Zjednoczonej Lewicy Europejskiej / Nordycka Zielona Lewica (EUL/NGL),
- Grupa Niepodległość / Demokracja (IND/DEM),
- Grupa Tożsamość, Tradycja i Suwerenność (ITS), funkcjonująca pomiędzy 15 stycznia 2007 a 14 listopada 2007.

## Deputowani według grup (na koniec kadencji)

### EPP-ED
| Państwo         | Lista      | Posłowie | Liczba |
| --------------- | ---------- | --- | ------ |
| Austria         | ÖVP        | Othmar Karas, Hubert Pirker (od 1 lutego 2006), Reinhard Rack, Paul Rübig, Agnes Schierhuber, Richard Seeber | 6      |
| Belgia          | CD&V       | Ivo Belet, Jean-Luc Dehaene, Marianne Thyssen | 3      |
| Belgia          | N-VA       | Frieda Brepoels | 1      |
| Belgia          | cdH        | Raymond Langendries | 1      |
| Belgia          | CSP        | Mathieu Grosch | 1      |
| Bułgaria        | GERB       | Nikołaj Mładenow, Petja Stawrewa, Władimir Uruczew, Duszana Zdrawkowa, Rumjana Żelewa (wszyscy od 6 czerwca 2007) | 5      |
| Cypr            | DISY       | Panajotis Dimitriu, Joanis Kasulidis | 2      |
| Cypr            | GTE        | Yiannakis Matsis | 1      |
| Czechy          | ODS        | Milan Cabrnoch, Petr Duchoň, Hynek Fajmon, Miroslav Ouzký, Nina Škottová, Ivo Strejček, Oldřich Vlasák, Jan Zahradil, Jaroslav Zvěřina | 9      |
| Czechy          | SNK-ED     | Jana Hybášková, Tomáš Zatloukal, Josef Zieleniec | 3      |
| Czechy          | KDU-ČSL    | Jan Březina, Zuzana Roithová | 2      |
| Dania           | C          | Christian Rovsing (od 29 listopada 2007) | 1      |
| Estonia         | Isamaaliit | Tunne Kelam | 1      |
| Finlandia       | Kok.       | Ville Itälä, Eija-Riitta Korhola, Sirpa Pietikäinen (od 4 kwietnia 2008), Eva-Riitta Siitonen (1 stycznia 2009) | 4      |
| Francja         | UMP        | Jean-Pierre Audy (od 11 czerwca 2005), Joseph Daul, Christine de Veyrac, Marie-Hélène Descamps, Nicole Fontaine, Patrick Gaubert, Jean-Paul Gauzès, Françoise Grossetête, Ambroise Guellec, Alain Lamassoure, Véronique Mathieu, Élisabeth Morin-Chartier (od 24 maja 2007), Tokia Saïfi, Margie Sudre, Jacques Toubon, Ari Vatanen, Dominique Vlasto | 17     |
| Francja         | UDF        | Brigitte Fouré (od 10 stycznia 2008) | 1      |
| Grecja          | ND         | Emanuil Angelakas (od 1 października 2007), Jorgos Dimitrakopulos, Joanis Glawakis, Rodi Kratsa-Tsangaropulu, Manolis Mawromatis, Maria Panajotopulu-Kasiotu, Jeorjos Papastamkos, Margaritis Schinas (od 1 października 2007), Andonios Trakatelis, Nikos Wakalis, Joanis Warwitsiotis | 11     |
| Hiszpania       | PP         | Pilar Ayuso González, Daniel Bautista (od 26 marca 2009), Luis de Grandes Pascual, Pilar del Castillo Vera, Agustín Díaz de Mera García-Consuegra, Fernando Fernández Martín, Carmen Fraga Estévez, Gerardo Galeote Quecedo, José Manuel García-Margallo, Salvador Garriga Polledo, Cristina Gutiérrez-Cortines Corral, María Esther Herranz García, Luis Herrero-Tejedor, Carlos Iturgaiz Angulo, Antonio López-Istúriz White, Florencio Luque Aguilar (od 7 kwietnia 2008), Jaime Mayor Oreja, Íñigo Méndez de Vigo, Francisco Millán Mon, Juan Andrés Naranjo Escobar (od 7 kwietnia 2008), José Javier Pomés Ruiz, José Salafranca Sánchez-Neyra, Salvador Domingo Sanz Palacio (od 7 kwietnia 2008), Alejo Vidal-Quadras Roca                    | 24     |
| Holandia        | CDA        | Bert Doorn, Esther de Lange (od 12 kwietnia 2007), Maria Martens, Lambert van Nistelrooij, Ria Oomen-Ruijten, Cornelis Visser (od 17 października 2007), Corien Wortmann-Kool | 7      |
| Irlandia        | FG         | Colm Burke (od 19 czerwca 2007), Avril Doyle, Jim Higgins, Mairead McGuinness, Gay Mitchell | 5      |
| Litwa           | TS         | Laima Andrikienė, Vytautas Landsbergis | 2      |
| Luksemburg      | CSV        | Erna Hennicot-Schoepges, Astrid Lulling, Jean Spautz | 3      |
| Łotwa           | JL         | Aldis Kušķis, Liene Liepiņa (od 19 marca 2009) | 2      |
| Łotwa           | TP         | Rihards Pīks | 1      |
| Malta           | PN         | Simon Busuttil, David Casa | 2      |
| Niemcy          | CDU        | Rolf Berend, Reimer Böge, Elmar Brok, Daniel Caspary, Christian Ehler, Karl-Heinz Florenz, Michael Gahler, Roland Gewalt (od 27 października 2005), Lutz Goepel, Alfred Gomolka, Ingeborg Gräßle, Ruth Hieronymi, Karsten Friedrich Hoppenstedt, Georg Jarzembowski, Elisabeth Jeggle, Ewa Klamt, Christa Klaß, Dieter-Lebrecht Koch, Christoph Werner Konrad, Werner Langen, Kurt Joachim Lauk, Kurt Lechner, Klaus-Heiner Lehne, Peter Liese, Thomas Mann, Hans-Peter Mayer, Hartmut Nassauer, Doris Pack, Markus Pieper, Hans-Gert Pöttering, Horst Posdorf (od 24 października 2005), Godelieve Quisthoudt-Rowohl, Herbert Reul, Horst Schnellhardt, Jürgen Schröder, Andreas Schwab, Renate Sommer, Thomas Ulmer, Karl von Wogau, Rainer Wieland | 40     |
| Niemcy          | CSU        | Albert Deß, Markus Ferber, Ingo Friedrich, Martin Kastler (od 4 grudnia 2008), Angelika Niebler, Bernd Posselt, Gabriele Stauner (od 17 stycznia 2006), Manfred Weber, Anja Weisgerber | 9      |
| Polska          | PO         | Jerzy Buzek, Zdzisław Chmielewski, Urszula Gacek (od 6 grudnia 2007), Małgorzata Handzlik, Krzysztof Hołowczyc (od 6 grudnia 2007), Stanisław Jałowiecki, Filip Kaczmarek, Janusz Lewandowski, Jan Olbrycht, Jacek Protasiewicz, Jacek Saryusz-Wolski, Bogusław Sonik, Zbigniew Zaleski, Tadeusz Zwiefka | 14     |
| Polska          | PSL        | Czesław Siekierski | 1      |
| Portugalia      | PSD        | Carlos Coelho, Maria da Assunção Esteves, Duarte Freitas, Vasco Graça Moura, Sérgio Marques, João de Deus Pinheiro, José Albino Silva Peneda | 7      |
| Portugalia      | CDS        | Luís Queiró, José Ribeiro e Castro | 2      |
| Rumunia         | PD         | Marian-Jean Marinescu, Maria Petre (oboje od 1 stycznia 2007), Sebastian Bodu, Nicodim Bulzesc, Dragoș Florin David, Constantin Dumitriu, Rareș-Lucian Niculescu (wszyscy od 10 grudnia 2007), Flaviu Călin Rus (od 24 czerwca 2008), Călin Cătălin Chiriță, Adrian Manole, Iosif Matula, Alexandru Nazare (wszyscy od 22 grudnia 2008), Ioan Lucian Hămbășan (od 1 marca 2009) | 13     |
| Rumunia         | PLD        | Nicolae-Vlad Popa, Theodor Stolojan (obaj od 10 grudnia 2007), Daniel Petru Funeriu (od 22 grudnia 2008) | 3      |
| Rumunia         | UDMR       | Csaba Sógor, Gyula Winkler (obaj od 10 grudnia 2007) | 2      |
| Słowacja        | SDKÚ-DS    | Milan Gaľa, Zita Pleštinská, Peter Šťastný | 3      |
| Słowacja        | KDH        | Ján Hudacký, Miroslav Mikolášik, Anna Záborská | 3      |
| Słowacja        | SMK        | Edit Bauer, Árpád Duka-Zólyomi | 2      |
| Słowenia        | SDS        | Mihael Brejc, Romana Jordan Cizelj | 2      |
| Słowenia        | NSi        | Ljudmila Novak, Lojze Peterle | 2      |
| Szwecja         | M          | Charlotte Cederschiöld, Christofer Fjellner, Gunnar Hökmark, Anna Ibrisagic | 4      |
| Szwecja         | KD         | Anders Wijkman | 1      |
| Szwecja         | JL         | Lars Wohlin | 1      |
| Węgry           | Fidesz     | Etelka Barsiné Pataky, Zsolt Becsey, Antonio de Blasio (od 31 lipca 2006), Kinga Gál, Béla Glattfelder, András Gyürk, Lívia Járóka, Csaba Őry, Pál Schmitt, György Schöpflin, László Surján, József Szájer | 12     |
| Węgry           | MDF        | Péter Olajos | 1      |
| Wielka Brytania | CP         | Richard Ashworth, Robert Atkins, Christopher Beazley, John Bowis, Philip Bradbourn, Philip Bushill-Matthews, Martin Callanan, Giles Chichester, Nirj Deva, Den Dover, James Elles, Jonathan Evans, Daniel Hannan, Malcolm Harbour, Chris Heaton-Harris, Caroline Jackson, Syed Kamall (od 12 maja 2005), Timothy Kirkhope, Edward McMillan-Scott, Neil Parish, John Purvis, Struan Stevenson, Robert Sturdy, David Sumberg, Charles Tannock, Geoffrey Van Orden | 26     |
| Wielka Brytania | LD         | Saj Karim | 1      |
| Wielka Brytania | UUP        | Jim Nicholson | 1      |
| Włochy          | FI         | Gabriele Albertini, Alfredo Antoniozzi, Paolo Bartolozzi (od 23 czerwca 2008), Maddalena Calia (od 12 września 2008), Giorgio Carollo, Elisabetta Gardini (od 30 maja 2008), Giuseppe Gargani, Jas Gawronski, Eleonora Lo Curto (od 24 lipca 2008), Mario Mauro, Guido Podestà, Amalia Sartori, Riccardo Ventre, Marcello Vernola, Iva Zanicchi (od 16 maja 2008), Stefano Zappalà | 16     |
| Włochy          | UDC        | Vito Bonsignore, Aldo Patriciello (od 8 maja 2006), Iles Braghetto (od 29 lipca 2005), Carlo Casini (od 8 maja 2006), Sebastiano Sanzarello (od 22 maja 2008) | 5      |
| Włochy          | SVP        | Michl Ebner | 1      |
| Włochy          | UDEUR      | Armando Veneto (od 8 maja 2006) | 1      |
| Włochy          | PP         | Carlo Fatuzzo | 1      |
| Razem           | Razem      | Razem | 289    |

### PES
| Państwo         | Lista   | Posłowie | Liczba |
| --------------- | ------- | --- | ------ |
| Austria         | SPÖ     | Maria Berger (do 10 stycznia 2007 i ponownie od 11 grudnia 2008), Herbert Bösch, Wolfgang Bulfon (od 18 stycznia 2007), Harald Ettl, Jörg Leichtfried, Christa Prets, Hannes Swoboda | 7      |
| Belgia          | PS      | Philippe Busquin (od 13 września 2004), Giovanna Corda (od 31 sierpnia 2007), Véronique De Keyser, Alain Hutchinson | 4      |
| Belgia          | sp.a    | Saїd El Khadraoui, Mia De Vits, Anne Van Lancker | 3      |
| Bułgaria        | BSP     | Ewgeni Kiriłow, Marusja Lubczewa, Atanas Paparizow, Kristian Wigenin (wszyscy od 1 stycznia 2007), Ilijana Jotowa (od 6 czerwca 2007) | 4      |
| Czechy          | ČSSD    | Richard Falbr, Libor Rouček | 2      |
| Dania           | A       | Ole Christensen, Dan Jørgensen, Poul Nyrup Rasmussen, Christel Schaldemose (od 15 października 2006), Britta Thomsen | 5      |
| Estonia         | SDE     | Marianne Mikko, Katrin Saks (od 9 października 2006), Andres Tarand | 3      |
| Finlandia       | SDP     | Lasse Lehtinen, Riitta Myller, Reino Paasilinna | 3      |
| Francja         | PS      | Kader Arif, Pervenche Berès, Guy Bono, Catherine Boursier (od 18 maja 2008), Marie-Arlette Carlotti, Françoise Castex, Jean-Louis Cottigny, Jean-Paul Denanot (od 6 października 2008), Harlem Désir, Brigitte Douay, Anne Ferreira, Catherine Guy-Quint, Benoît Hamon, André Laignel, Stéphane Le Foll, Roselyne Lefrançois (od 4 lipca 2007), Marie-Noëlle Lienemann, Catherine Néris (od 4 lipca 2007), Béatrice Patrie, Vincent Peillon, Pierre Pribetich (od 4 lipca 2007), Bernard Poignant, Martine Roure, Gilles Savary, Pierre Schapira, Bernard Soulage (od 1 lutego 2009), Michel Teychenné (od 6 października 2008), Catherine Trautmann, Yannick Vaugrenard, Bernadette Vergnaud, Henri Weber | 31     |
| Grecja          | PASOK   | Stawros Arnautakis, Katerina Badzeli, Kostas Botopulos (od 1 października 2007), Maria Eleni Kopa (1 października 2007), Stawros Lambrinidis, Maria Matsuka, Ani Podimata (od 1 października 2007), Ewangelia Dzambazi | 8      |
| Hiszpania       | PSOE    | Martí Grau i Segú (od 8 kwietnia 2008), Inés Ayala Sender, Maria Badia i Cutchet, Enrique Barón Crespo, Josep Borrell, Alejandro Cercas Alonso, Bárbara Dührkop Dührkop, Juan Fraile Cantón (od 8 kwietnia 2008), Vicente Miguel Garcés Ramón (od 27 września 2007), Iratxe García Pérez, Miguel Ángel Martínez Martínez, Antonio Masip Hidalgo, Manuel Medina Ortega, Emilio Menéndez del Valle, Rosa Miguélez Ramos, Javier Moreno Sánchez, Raimon Obiols i Germà, Francisca Pleguezuelos Aguilar, Teresa Riera Madurell, Antolín Sánchez Presedo, María Sornosa Martínez, Luis Yáñez-Barnuevo García | 22     |
| Holandia        | PvdA    | Thijs Berman, Emine Bozkurt, Dorette Corbey, Jan Cremers (od 30 kwietnia 2008), Lily Jacobs (od 4 września 2007), Ieke van den Burg, Jan Marinus Wiersma | 7      |
| Irlandia        | Lab.    | Proinsias De Rossa | 1      |
| Litwa           | LSDP    | Justas Vincas Paleckis, Aloyzas Sakalas | 2      |
| Luksemburg      | LSAP    | Robert Goebbels | 1      |
| Malta           | PL      | John Attard-Montalto, Glenn Bedingfield (od 29 października 2008), Louis Grech | 3      |
| Niemcy          | SPD     | Udo Bullmann, Evelyne Gebhardt, Norbert Glante, Lissy Gröner, Matthias Groote (od 26 października 2005), Klaus Hänsch, Jutta Haug, Karin Jöns, Heinz Kindermann, Constanze Krehl, Wolfgang Kreissl-Dörfler, Helmut Kuhne, Josef Leinen, Erika Mann, Vural Öger, Bernhard Rapkay, Ulrike Rodust (od 29 sierpnia 2008), Dagmar Roth-Behrendt, Mechtild Rothe, Martin Schulz, Ulrich Stockmann, Ralf Walter, Barbara Weiler | 23     |
| Polska          | SLD-UP  | Lidia Geringer de Oedenberg, Adam Gierek, Bogusław Liberadzki, Marek Siwiec, Andrzej Szejna | 5      |
| Polska          | SdPl    | Genowefa Grabowska, Józef Pinior, Dariusz Rosati | 3      |
| Polska          | SRP     | Bogdan Golik | 1      |
| Portugalia      | PS      | Francisco Assis, Luis Manuel Capoulas Santos, Paulo Casaca, Manuel António dos Santos, Edite Estrela, Joel Hasse Ferreira (od 12 marca 2005), Emanuel Jardim Fernandes, Elisa Ferreira, Armando França (od 15 października 2007), Ana Maria Gomes, Jamila Madeira, Sérgio Sousa Pinto | 12     |
| Rumunia         | PSD     | Corina Crețu, Gabriela Crețu, Ioan-Mircea Pașcu, Daciana Sârbu, Adrian Severin, Silvia Adriana Țicău (wszyscy od 1 stycznia 2007), Rovana Plumb (od 2 maja 2007), Victor Boștinaru (od 10 grudnia 2007), Alin Lucian Antochi, Viorica Dăncilă (oboje od 21 stycznia 2009) | 10     |
| Słowacja        | Smer-SD | Monika Flašíková-Beňová, Miloš Koterec, Vladimír Maňka | 3      |
| Słowenia        | SD      | Aurelio Juri (od 7 listopada 2008) | 1      |
| Szwecja         | SAP     | Jan Andersson, Göran Färm (od 1 lutego 2007), Anna Hedh, Inger Segelström, Åsa Westlund | 5      |
| Węgry           | MSZP    | Alexandra Dobolyi, Szabolcs Fazakas, Zita Gurmai, Gábor Harangozó, Gyula Hegyi, Edit Herczog, Magda Kósáné Kovács, Katalin Lévai, Csaba Tabajdi | 9      |
| Wielka Brytania | LP      | Michael Cashman, Richard Corbett, Robert Evans, Glyn Ford, Neena Gill, Mary Honeyball, Richard Howitt, Stephen Hughes, David Martin, Linda McAvan, Arlene McCarthy, Claude Moraes, Eluned Morgan, Brian Simpson (od 28 sierpnia 2006), Peter Skinner, Catherine Stihler, Gary Titley, Glenis Willmott (od 1 stycznia 2006) | 18     |
| Włochy          | Ulivo   | Rapisardo Antinucci (od 17 czerwca 2008), Giovanni Berlinguer, Vincenzo Lavarra (od 24 maja 2005), Claudio Fava, Monica Giuntini (od 17 października 2008), Donata Gottardi (od 8 maja 2006), Pia Elda Locatelli, Catiuscia Marini (od 16 maja 2008), Pasqualina Napoletano, Maria Grazia Pagano (od 17 czerwca 2008), Pier Antonio Panzeri, Gianni Pittella, Guido Sacconi, Mauro Zani | 14     |
| Włochy          | NPSI    | Gianni De Michelis, Alessandro Battilocchio | 2      |
| Włochy          | IdV     | Giulietto Chiesa | 1      |
| Razem           | Razem   | Razem | 214    |

### ALDE
| Państwo         | Lista | Posłowie | Liczba |
| --------------- | ----- | --- | ------ |
| Austria         | LHPM  | Karin Resetarits | 1      |
| Belgia          | VLD   | Johan Van Hecke, Annemie Neyts-Uyttebroeck, Dirk Sterckx | 3      |
| Belgia          | MR    | Gérard Deprez, Antoine Duquesne, Frédérique Ries | 3      |
| Bułgaria        | DPS   | Filiz Chjusmenowa (od 1 stycznia 2007), Marieła Baewa, Metin Kazak, Władko Panajotow (wszyscy od 6 czerwca 2007)                                                                                              | 4      |
| Bułgaria        | NDSW  | Bilana Raewa (od 6 czerwca 2007) | 1      |
| Cypr            | DIKO  | Marios Matsakis | 1      |
| Dania           | V     | Niels Busk, Anne E. Jensen, Karin Riis-Jørgensen | 3      |
| Dania           | RV    | Johannes Lebech (od 29 listopada 2007) | 1      |
| Estonia         | KE    | Siiri Oviir | 1      |
| Estonia         | RE    | Toomas Savi | 1      |
| Finlandia       | Kesk. | Anneli Jäätteenmäki, Samuli Pohjamo (od 23 kwietnia 2007), Hannu Takkula, Kyösti Virrankoski | 4      |
| Finlandia       | SFP   | Henrik Lax | 1      |
| Francja         | UDF   | Jean-Marie Cavada, Thierry Cornillet, Marielle de Sarnez, Nathalie Griesbeck, Jean-Marie Beaupuy, Janelly Fourtou, Claire Gibault, Anne Laperrouze, Bernard Lehideux, Philippe Morillon                       | 10     |
| Hiszpania       | CiU   | Joan Vallvé i Ribera (od 8 maja 2009) | 1      |
| Hiszpania       | PNV   | Josu Ortuondo Larrea | 1      |
| Holandia        | VVD   | Jeanine Hennis-Plasschaert, Jules Maaten, Toine Manders, Jan Mulder | 4      |
| Holandia        | D66   | Sophie in ’t Veld | 1      |
| Irlandia        | Niez. | Marian Harkin | 1      |
| Litwa           | DP    | Šarūnas Birutis, Danutė Budreikaitė, Arūnas Degutis, Jolanta Dičkutė, Ona Juknevičienė | 5      |
| Litwa           | LiCS  | Eugenijus Gentvilas, Margarita Starkevičiūtė | 2      |
| Luksemburg      | DP    | Lydie Polfer | 1      |
| Łotwa           | LC    | Georgs Andrejevs | 1      |
| Niemcy          | FDP   | Alexander Alvaro, Jorgo Chatzimarkakis, Wolf Klinz, Silvana Koch-Mehrin, Holger Krahmer, Alexander Graf Lambsdorff, Willem Schuth                                                                             | 7      |
| Polska          | UW    | Jan Kułakowski, Janusz Onyszkiewicz, Grażyna Staniszewska, Andrzej Wielowieyski (od 25 sierpnia 2008) | 4      |
| Polska          | SRP   | Marek Czarnecki | 1      |
| Polska          | PO    | Paweł Piskorski | 1      |
| Rumunia         | PNL   | Adina Vălean (od 1 stycznia 2007), Cristian Bușoi (od 24 kwietnia 2007), Magor Csibi, Daniel Dăianu, Ramona Mănescu, Renate Weber (wszyscy od 10 grudnia 2007)                                                | 6      |
| Słowenia        | LDS   | Mojca Drčar Murko, Jelko Kacin | 2      |
| Szwecja         | FP    | Maria Robsahm, Olle Schmidt (od 19 października 2006) | 2      |
| Szwecja         | C     | Lena Ek | 1      |
| Węgry           | SzDSz | Viktória Mohácsi (od 29 listopada 2004), István Szent-Iványi | 2      |
| Wielka Brytania | LD    | Elspeth Attwooll, Sharon Bowles (od 12 maja 2005), Chris Davies, Andrew Duff, Fiona Hall, Sarah Ludford, Liz Lynne, Bill Newton Dunn, Emma Nicholson, Diana Wallis, Graham Watson                             | 11     |
| Włochy          | Ulivo | Fabio Ciani (od 16 maja 2008), Luigi Cocilovo, Paolo Costa, Francesco Ferrari, Andrea Losco (od 8 maja 2006), Vittorio Prodi, Gianluca Susta (od 8 maja 2006), Patrizia Toia, Donato Veraldi (od 8 maja 2006) | 9      |
| Włochy          | IdV   | Marco Cappato (od 8 maja 2006), Marco Pannella | 2      |
| Włochy          | LB    | Beniamino Donnici (od 14 listopada 2007) | 1      |
| Razem           | Razem | Razem | 100    |

### UEN
| Państwo  | Lista   | Posłowie | Liczba |
| -------- | ------- | --- | ------ |
| Dania    | O       | Mogens Camre | 1      |
| Irlandia | FF      | Liam Aylward, Brian Crowley, Seán Ó Neachtain, Eoin Ryan | 4      |
| Litwa    | LVLS    | Gintaras Didžiokas | 1      |
| Litwa    | LDP     | Eugenijus Maldeikis (od 18 maja 2006) | 1      |
| Łotwa    | TB/LNNK | Guntars Krasts, Ģirts Valdis Kristovskis, Inese Vaidere, Roberts Zīle | 4      |
| Polska   | PiS     | Adam Bielan, Hanna Foltyn-Kubicka (od 6 grudnia 2005), Mieczysław Janowski, Marcin Libicki, Wojciech Roszkowski, Konrad Szymański, Ewa Tomaszewska (od 30 sierpnia 2007)                                               | 7      |
| Polska   | LPR     | Sylwester Chruszcz, Dariusz Grabowski, Bogdan Pęk, Mirosław Piotrowski, Bogusław Rogalski, Andrzej Zapałowski (od 12 lipca 2005)                                                                                       | 6      |
| Polska   | SRP     | Ryszard Czarnecki, Wiesław Kuc, Jan Masiel, Leopold Rutowicz | 4      |
| Polska   | PSL     | Zbigniew Kuźmiuk, Zdzisław Podkański, Janusz Wojciechowski | 3      |
| Włochy   | AN      | Roberta Angelilli, Domenico Antonio Basile (od 17 czerwca 2008), Sergio Berlato, Alessandro Foglietta, Cristiana Muscardini, Antonio Mussa (od 4 listopada 2008), Nello Musumeci, Umberto Pirilli, Salvatore Tatarella | 9      |
| Włochy   | LN      | Mario Borghezio, Erminio Enzo Boso (od 23 czerwca 2008), Giovanni Robusti (od 30 maja 2008), Francesco Speroni | 4      |
| Razem    | Razem   | Razem | 44     |

### Zieloni-EFA
| Państwo         | Lista     | Posłowie | Liczba |
| --------------- | --------- | --- | ------ |
| Austria         | Zieloni   | Eva Lichtenberger, Johannes Voggenhuber | 2      |
| Belgia          | Ecolo     | Pierre Jonckheer | 1      |
| Belgia          | Groen!    | Bart Staes | 1      |
| Dania           | F         | Margrete Auken | 1      |
| Finlandia       | Vihr.     | Satu Hassi | 1      |
| Francja         | Verts     | Marie-Hélène Aubert, Jean-Luc Bennahmias, Hélène Flautre, Marie-Anne Isler-Béguin, Alain Lipietz, Gérard Onesta | 6      |
| Hiszpania       | EA        | Mikel Irujo Amezaga (od 19 czerwca 2007) | 1      |
| Hiszpania       | ICV       | Raül Romeva | 1      |
| Hiszpania       | PSOE      | David Hammerstein Mintz | 1      |
| Holandia        | GL        | Kathalijne Buitenweg, Joost Lagendijk | 2      |
| Holandia        | ET        | Elly de Groen-Kouwenhoven, Paul van Buitenen | 2      |
| Luksemburg      | déi gréng | Claude Turmes | 1      |
| Łotwa           | PCTVL     | Tatjana Ždanoka | 1      |
| Niemcy          | Grünen    | Angelika Beer, Hiltrud Breyer, Daniel Cohn-Bendit, Michael Cramer, Friedrich-Wilhelm Graefe zu Baringdorf, Rebecca Harms, Milan Horáček, Gisela Kallenbach, Cem Özdemir, Heide Rühle, Frithjof Schmidt, Elisabeth Schroedter, Helga Trüpel | 13     |
| Rumunia         | Niez.     | László Tőkés (od 10 grudnia 2007) | 1      |
| Szwecja         | MP        | Carl Schlyter | 1      |
| Wielka Brytania | GPEW      | Jean Lambert, Caroline Lucas | 2      |
| Wielka Brytania | SNP       | Ian Hudghton, Alyn Smith | 2      |
| Wielka Brytania | PC        | Jill Evans | 1      |
| Włochy          | Verdi     | Monica Frassoni, Sepp Kusstatscher | 2      |
| Razem           | Razem     | Razem | 43     |

### EUL/NGL
| Państwo         | Lista | Posłowie | Liczba |
| --------------- | ----- | --- | ------ |
| Cypr            | AKEL  | Adamos Adamu, Kiriakos Triandafilidis                                                                                | 2      |
| Czechy          | KSČM  | Věra Flasarová, Jaromír Kohlíček, Jiří Maštálka, Miloslav Ransdorf, Vladimír Remek, Daniel Strož                     | 6      |
| Dania           | N     | Søren Søndergaard (od 1 stycznia 2007)                                                                               | 1      |
| Finlandia       | VAS   | Esko Seppänen | 1      |
| Francja         | PCF   | Jacky Hénin, Madeleine de Grandmaison (od 19 listopada 2007), Francis Wurtz                                          | 3      |
| Grecja          | KKE   | Konstandinos Drutsas (od 3 czerwca 2008), Atanasios Pafilis, Jeorjos Tusas                                           | 3      |
| Grecja          | SYN   | Dimitrios Papadimulis                                                                                                | 1      |
| Hiszpania       | IU    | Willy Meyer | 1      |
| Holandia        | SP    | Kartika Liotard, Erik Meijer                                                                                         | 2      |
| Irlandia        | SF    | Mary Lou McDonald | 1      |
| Niemcy          | PDS   | André Brie, Sylvia-Yvonne Kaufmann, Helmuth Markov, Tobias Pflüger, Feleknas Uca, Sahra Wagenknecht, Gabriele Zimmer | 7      |
| Portugalia      | CDU   | Ilda Figueiredo, Pedro Guerreiro (od 13 stycznia 2005)                                                               | 2      |
| Portugalia      | BE    | Miguel Portas | 1      |
| Szwecja         | V     | Jens Holm (od 27 września 2006), Eva-Britt Svensson                                                                  | 2      |
| Wielka Brytania | SF    | Bairbre de Brún | 1      |
| Włochy          | RC    | Vittorio Agnoletto, Vincenzo Aita (od 8 maja 2006), Giusto Catania, Luisa Morgantini, Roberto Musacchio              | 5      |
| Włochy          | PdCI  | Umberto Guidoni, Marco Rizzo                                                                                         | 2      |
| Razem           | Razem | Razem | 41     |

### IND/DEM
| Państwo         | Lista | Posłowie | Liczba |
| --------------- | ----- | --- | ------ |
| Czechy          | NEZ   | Vladimír Železný | 1      |
| Dania           | JB    | Hanne Dahl (od 9 maja 2008) | 1      |
| Francja         | MPF   | Paul-Marie Coûteaux, Philippe de Villiers, Patrick Louis | 3      |
| Holandia        | CU    | Hans Blokland | 1      |
| Holandia        | SGP   | Bastiaan Belder | 1      |
| Irlandia        | Niez. | Kathy Sinnott | 1      |
| Polska          | LPR   | Urszula Krupa, Witold Tomczak, Bernard Wojciechowski (od 26 października 2005)                                                                                 | 3      |
| Szwecja         | JL    | Hélène Goudin, Nils Lundgren | 2      |
| Wielka Brytania | UKIP  | Gerard Batten, Godfrey Bloom, Derek Clark, Trevor Colman (od 1 października 2008), Nigel Farage, Roger Knapman, Mike Nattrass, Jeffrey Titford, John Whittaker | 9      |
| Razem           | Razem | Razem | 22     |

### Niezrzeszeni
| Państwo         | Lista   | Posłowie | Liczba |
| --------------- | ------- | --- | ------ |
| Austria         | LHPM    | Hans-Peter Martin | 1      |
| Austria         | FPÖ     | Andreas Mölzer | 1      |
| Belgia          | VB      | Philip Claeys, Koenraad Dillen, Frank Vanhecke | 3      |
| Bułgaria        | Ataka   | Dimityr Stojanow (od 1 stycznia 2007), Sławczo Binew, Desisław Czukołow (obaj od 6 czerwca 2007)                                                   | 3      |
| Czechy          | NEZ     | Jana Bobošíková | 1      |
| Francja         | FN      | Bruno Gollnisch, Carl Lang, Jean-Marie Le Pen, Marine Le Pen, Fernand Le Rachinel (od 22 października 2004), Jean-Claude Martinez, Lydia Schénardi | 7      |
| Polska          | LPR     | Maciej Giertych | 1      |
| Słowacja        | LS-HZDS | Peter Baco, Irena Belohorská, Sergej Kozlík | 3      |
| Wielka Brytania | UKIP    | Robert Kilroy-Silk, Ashley Mote, Tom Wise | 3      |
| Wielka Brytania | DUP     | Jim Allister | 1      |
| Wielka Brytania | CP      | Roger Helmer | 1      |
| Włochy          | Ulivo   | Gianni Rivera | 1      |
| Włochy          | AS      | Roberto Fiore (od 16 maja 2008) | 1      |
| Włochy          | MS-FT   | Luca Romagnoli | 1      |
| Razem           | Razem   | Razem | 28     |

## Byli deputowani VI kadencji
Austria
| - Karin Scheele (SPÖ, do 10 grudnia 2008) | - Ursula Stenzel (ÖVP, do 31 stycznia 2006) |

Belgia
- Marc Tarabella (PS, do 19 lipca 2007)

Dania
| - Jens-Peter Bonde (JB, do 8 maja 2008) - Ole Krarup (N, do 31 grudnia 2006) - Henrik Dam Kristensen (A, do 14 października 2006) | - Anders Samuelsen (RV, do 26 listopada 2007) - Gitte Seeberg (C, do 26 listopada 2007) |

Estonia
- Toomas Hendrik Ilves (SDE, do 8 października 2006)

Finlandia
| - Paavo Väyrynen (Kesk., do 18 kwietnia 2007) - Alexander Stubb (Kok., do 3 kwietnia 2008) | - Piia-Noora Kauppi (Kok., do 31 grudnia 2008) |

Francja
| - Roselyne Bachelot (UMP, do 17 maja 2007) - Jean-Louis Bourlanges (UDF, do 31 grudnia 2007) - Bernadette Bourzai (PS, do 30 września 2008) - Jean-Claude Fruteau (PS, do 25 czerwca 2007) - Adeline Hazan (PS, do 17 maja 2008) - Brice Hortefeux (UMP, do 2 czerwca 2005) | - Pierre Moscovici (PS, do 25 czerwca 2007) - Robert Navarro (PS, do 30 września 2008) - Marie-Line Reynaud (PS, do 25 czerwca 2007) - Michel Rocard (PS, do 31 stycznia 2009) - Chantal Simonot (FN, do 30 września 2004) - Paul Vergès (PCF, do 4 października 2007) |

Grecja
| - Konstandinos Chadzidakis (ND, do 18 września 2007) - Panajotis Beglitis (PASOK, do 25 września 2007) - Jeorjos Jeorjiu (LAOS, od 1 października 2007 do 6 lipca 2009) - Jeorjos Karadzaferis (LAOS, do 25 września 2007) | - Diamando Manolaku (KKE, do 19 marca 2008) - Andonis Samaras (ND, do 25 września 2007) - Nikolaos Sifunakis (PASOK, do 25 września 2007) - Mariliza Ksenojanakopulu (PASOK, do 25 września 2007) |

Hiszpania
| - Joan Calabuig Rull (PSOE, do 31 marca 2008) - Carlos Carnero (PSOE, do 27 maja 2009) - Rosa Díez (PSOE, do 28 lipca 2007) - Ignasi Guardans i Cambó (CiU, do 22 kwietnia 2009) - Bernat Joan (ERC, do 18 czerwca 2007) - Ana Mato Adrover (PP, do 31 marca 2008) | - Cristobal Montoro Romero (PP, do 31 marca 2008) - Luisa Fernanda Rudi Ubeda (PP, do 31 marca 2008) - María Isabel Salinas (PSOE, do 4 maja 2009) - Daniel Varela Suanzes-Carpegna (PP, do 9 marca 2009) - Elena Valenciano (PSOE, do 31 marca 2008) |

Holandia
| - Max van den Berg (PvDA, do 31 sierpnia 2007) - Camiel Eurlings (CDA, do 21 lutego 2007) - Albert Jan Maat (CDA, do 9 kwietnia 2007) | - Edith Mastenbroek (PvdA, do 29 kwietnia 2008) - Joop Post (CDA, od 1 marca 2007 do 16 października 2007) |

Irlandia
- Simon Coveney (FG, do 10 czerwca 2007)

Litwa
- Rolandas Pavilionis (LDP, do 10 maja 2006, zgon)

Łotwa
- Valdis Dombrovskis (JL, do 11 marca 2009)

Malta
- Joseph Muscat (PL, do 30 września 2008)

Niemcy
| - Garrelt Duin (SPD, do 17 października 2005) - Armin Laschet (CDU, do 29 czerwca 2005) - Alexander Radwan (CSU, do 2 grudnia 2008) - Willi Piecyk (SPD, do 31 lipca 2008, zgon) | - Ingo Schmitt (CDU, do 17 października 2005) - Joachim Wuermeling (CSU, do 18 grudnia 2005) - Jürgen Zimmerling (CDU, od 6 lipca 2005 do 8 października 2005, zgon) |

Polska
| - Filip Adwent (LPR, do 26 czerwca 2005, zgon) - Anna Fotyga (PiS, do 22 listopada 2005) - Bronisław Geremek (UW, do 13 lipca 2008, zgon) - Michał Kamiński (PiS, do 6 sierpnia 2007) | - Bogdan Klich (PO, do 15 listopada 2007) - Barbara Kudrycka (PO, do 15 listopada 2007) - Wojciech Wierzejski (LPR, do 6 października 2005) |

Portugalia
| - Fausto Correia (PS, do 9 października 2007, zgon) - António Costa (PS, do 11 marca 2005) | - Sérgio Ribeiro (CDU, do 13 stycznia 2005) |

Rumunia
| - Roberta Alma Anastase (PD, od 1 stycznia 2007 do 18 grudnia 2008) - Titus Corlățean (PSD, od 1 stycznia 2007 do 8 marca 2007 i od 10 grudnia 2007 do 18 grudnia 2008) - Petru Filip (wybrany z listy PD, od 10 grudnia 2007 do 18 grudnia 2008) - Sorin Frunzăverde (PD, od 10 grudnia 2007 do 4 czerwca 2008) - Monica Maria Iacob Ridzi (PD, od 1 stycznia 2007 do 18 grudnia 2008) - Cătălin Ioan Nechifor (PSD, od 10 grudnia 2007 do 18 grudnia 2008) - Dumitru Oprea (PLD, od 10 grudnia 2007 do 18 grudnia 2008) - Mihaela Popa (PD, od 10 grudnia 2007 do 18 grudnia 2008) - Marian Zlotea (PD, od 10 grudnia 2007 do 16 lutego 2009) |

Słowenia
- Borut Pahor (SD, do 14 października 2008)

Szwecja
| - Jonas Sjöstedt (V, do 26 września 2006) - Cecilia Malmström (FP, do 5 października 2006) | - Ewa Hedkvist Petersen (SAP, do 31 stycznia 2007) |

Węgry
| - Gábor Demszky (SzDSz, do 28 października 2004) | - István Pálfi (Fidesz, do 15 lipca 2006, zgon) |

Wielka Brytania
| - Graham Booth (UKIP, do 30 września 2008) - Chris Huhne (LD, do 11 maja 2005) - Glenys Kinnock (LP, do 7 czerwca 2009) | - Theresa Villiers (CP, do 11 maja 2005) - Phillip Whitehead (LP, do 31 grudnia 2005, zgon) - Terry Wynn (LP, do 27 sierpnia 2006) |

Włochy
| - Alfonso Andria (Ulivo, do 28 kwietnia 2008) - Pier Luigi Bersani (Ulivo, do 27 kwietnia 2006) - Fausto Bertinotti (RC, do 27 kwietnia 2006) - Emma Bonino (LB, do 27 kwietnia 2006) - Umberto Bossi (LN, do 28 kwietnia 2008) - Mercedes Bresso (Ulivo, do 24 maja 2005) - Renato Brunetta (FI, do 28 kwietnia 2008) - Giuseppe Castiglione (FI, do 11 września 2008) - Lorenzo Cesa (UDC, do 27 kwietnia 2006) - Paolo Cirino Pomicino (UDEUR, do 27 kwietnia 2006) - Massimo D’Alema (Ulivo, do 27 kwietnia 2006) - Antonio De Poli (UDC, do 15 maja 2005) - Ottaviano Del Turco (Ulivo, do 1 maja 2005) - Antonio Di Pietro (IdV, do 27 kwietnia 2006) - Armando Dionisi (UDC, do 27 kwietnia 2006) - Lilli Gruber (Ulivo, do 30 września 2008) - Romano La Russa (AN, do 3 listopada 2008) - Enrico Letta (Ulivo, do 27 kwietnia 2006) | - Raffaele Lombardo (UDC, do 21 maja 2008) - Mario Mantovani (FI, do 28 kwietnia 2008) - Francesco Musotto (FI, do 22 czerwca 2008) - Alessandra Mussolini (AS, do 28 kwietnia 2008) - Lapo Pistelli (Ulivo, do 28 kwietnia 2008) - Adriana Poli Bortone (AN, do 28 kwietnia 2008) - Matteo Salvini (LN, do 31 października 2006) - Michele Santoro (Ulivo, do 13 listopada 2005) - Luciana Sbarbati (Ulivo, do 28 kwietnia 2008) - Antonio Tajani (FI, do 8 maja 2008) - Marta Vincenzi (Ulivo, do 30 czerwca 2007) - Nicola Zingaretti (Ulivo, do 16 czerwca 2008) - Giuseppe Bova (Ulivo, od 16 maja 2008 do 16 czerwca 2008) - Corrado Gabriele (RC, od 8 maja 2006 do 19 czerwca 2006) - Gian Paolo Gobbo (LN, od 8 listopada 2006 do 23 czerwca 2008) - Innocenzo Leontini (FI, od 23 czerwca 2008 do 23 lipca 2008) - Achille Occhetto (IdV, od 8 maja 2006 do 14 listopada 2007) - Giovanni Procacci (Ulivo, od 15 listopada 2005 do 27 kwietnia 2006) |

Bułgarscy delegaci (od 1 stycznia 2007 do 5 czerwca 2007)
| - Nedżmi Ali (DPS) - Georgi Bliznaszki (BSP) - Christina Christowa (NDSW) - Mładen Czerwenjakow (BSP) - Filip Dimitrow (SDS) - Konstantin Dimitrow (DSB) | - Martin Dimitrow (SDS) - Stanimir Iłczew (NDSW) - Czetin Kazak (DPS) - Antonija Pyrwanowa (NDSW) - Stefan Sofijanski (SSD) - Lidija Szulewa (NDSW) |

Rumuńscy delegaci (od 1 stycznia 2007 do 9 grudnia 2007)
| - Alexandru Athanasiu (PSD) - Tiberiu Bărbulețiu (PNL) - Daniela Buruiană (PRM) - Silvia Ciornei (PC) - Adrian Cioroianu (PNL, do 2 kwietnia 2007) - Mircea Coșea (PNL) - Vasile Dîncu (PSD) - Cristian Dumitrescu (PSD) - Ovidiu Ganț (FDGR) - Eduard Hellvig (PC) - Attila Kelemen (UDMR) - Sándor Konya-Hamar (UDMR) - Eugen Mihăescu (PRM) | - Dan Mihalache (PSD) - Viorica Moisuc (PRM) - Alexandru Ioan Morțun (PNL) - Radu Podgorean (PSD) - Petre Popeangă (PRM) - Vasile Pușcaș (PSD, od 9 marca 2007 do 1 maja 2007) - Gheorghe Vergil Șerbu (PNL) - Ovidiu Silaghi (PNL, do 2 kwietnia 2007) - Cristian Stănescu (PRM) - Károly Ferenc Szabó (UDMR) - Radu Țîrle (PD) - Horia-Victor Toma (PNL, od 24 kwietnia 2007) |

Źródła: .

## Przewodniczący grup
- EPP-ED: Hans-Gert Pöttering (do 15 stycznia 2007)[17], Joseph Daul (od 16 stycznia 2007)[18]
- PES: Martin Schulz[19]
- ALDE: Graham Watson[20]
- UEN: Brian Crowley (współprzewodniczący)[21] i Cristiana Muscardini (współprzewodnicząca)[22]
- G-EFA: Daniel Cohn-Bendit (współprzewodniczący)[23] i Monica Frassoni (współprzewodnicząca)[24]
- EUL/NGL: Francis Wurtz[25]
- IND/DEM: Jens-Peter Bonde (współprzewodniczący do 5 grudnia 2004, jeden z dwóch przewodniczących od 6 grudnia 2004 do 8 maja 2008)[26], Nigel Farage (współprzewodniczący do 5 grudnia 2004 i od 22 października 2008, jeden z dwóch przewodniczących od 6 grudnia 2004 do 21 października 2008)[27], Kathy Sinnott (jeden z dwóch przewodniczących od 9 maja 2008 do 21 października 2008)[28], Hanne Dahl (współprzewodnicząca od 22 października 2008)[29]
- ITS: Bruno Gollnisch[30]

## Rozkład mandatów według państw i grup (na koniec kadencji)
| Państwo członkowskie | Grupa poselska | Grupa poselska | Grupa poselska | Grupa poselska | Grupa poselska | Grupa poselska | Grupa poselska | Grupa poselska | Razem    |
| -------------------- | -------------- | -------------- | -------------- | -------------- | -------------- | -------------- | -------------- | -------------- | -------- |
| Państwo członkowskie | EPP-ED         | PES            | ALDE           | UEN            | G-EFA          | EUL            | IND            | NI             | Razem    |
| Austria              | 6              | 7              | 1              |                | 2              |                |                | 2              | 18       |
| Belgia               | 6              | 7              | 6              |                | 2              |                |                | 3              | 24       |
| Bułgaria             | 5              | 5              | 5              |                |                |                |                | 3              | 18       |
| Cypr                 | 3              |                | 1              |                |                | 2              |                |                | 6        |
| Czechy               | 14             | 2              |                |                |                | 6              | 1              | 1              | 24       |
| Dania                | 1              | 5              | 4              | 1              | 1              | 1              | 1              |                | 14       |
| Estonia              | 1              | 3              | 2              |                |                |                |                |                | 6        |
| Finlandia            | 4              | 3              | 5              |                | 1              | 1              |                |                | 14       |
| Francja              | 18             | 31             | 10             |                | 6              | 3              | 3              | 7              | 78       |
| Grecja               | 11             | 8              |                |                |                | 4              |                |                | 23(24)   |
| Hiszpania            | 24             | 22             | 2              |                | 3              | 1              |                |                | 52(54)   |
| Holandia             | 7              | 7              | 5              |                | 4              | 2              | 2              |                | 27       |
| Irlandia             | 5              | 1              | 1              | 4              |                | 1              | 1              |                | 13       |
| Litwa                | 2              | 2              | 7              | 2              |                |                |                |                | 13       |
| Luksemburg           | 3              | 1              | 1              |                | 1              |                |                |                | 6        |
| Łotwa                | 3              |                | 1              | 4              | 1              |                |                |                | 9        |
| Malta                | 2              | 3              |                |                |                |                |                |                | 5        |
| Niemcy               | 49             | 23             | 7              |                | 13             | 7              |                |                | 99       |
| Polska               | 15             | 9              | 6              | 20             |                |                | 3              | 1              | 54       |
| Portugalia           | 9              | 12             |                |                |                | 3              |                |                | 24       |
| Rumunia              | 18             | 10             | 6              |                | 1              |                |                |                | 35       |
| Słowacja             | 8              | 3              |                |                |                |                |                | 3              | 14       |
| Słowenia             | 4              | 1              | 2              |                |                |                |                |                | 7        |
| Szwecja              | 6              | 5              | 3              |                | 1              | 2              | 2              |                | 19       |
| Węgry                | 13             | 9              | 2              |                |                |                |                |                | 24       |
| Wielka Brytania      | 28             | 18             | 11             |                | 5              | 1              | 9              | 5              | 77(78)   |
| Włochy               | 24             | 17             | 12             | 13             | 2              | 7              |                | 3              | 78       |
| Unia Europejska      | 289            | 214            | 100            | 44             | 43             | 41             | 22             | 28             | 781(785) |

Źródła: .